# Uniroyal-Riesenreifen

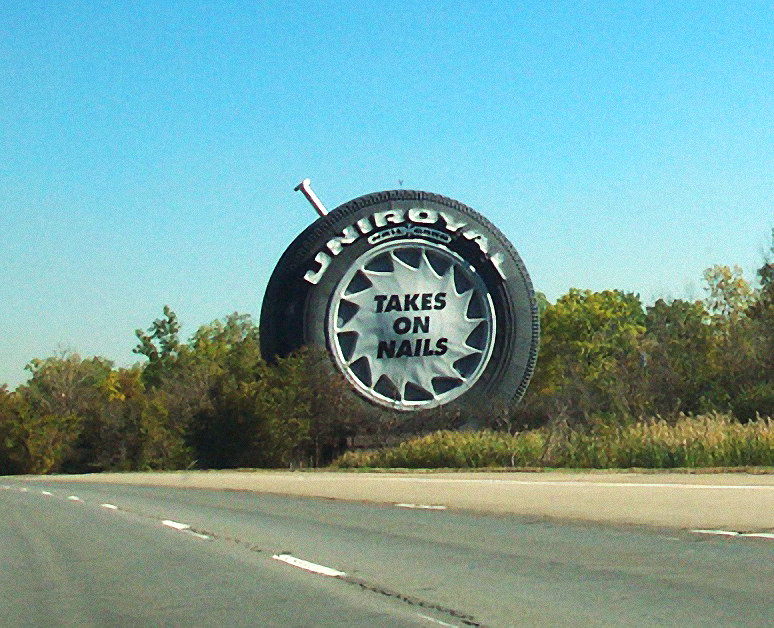
Der Riesenreifen an der Interstate 94 kurz vor der Stadtgrenze von Detroit

Der Uniroyal-Riesenreifen ist ein Riesenrad. Es ist 24,384 m hoch und sieht wie ein überdimensionaler Reifen des ehemaligen Herstellers Uniroyal aus. Gebaut wurde es 1965 für die Weltausstellung in New York City, wo es von zwei Millionen Menschen besucht wurde.
1965 wurde es nach Allen Park, einen Vorort von Detroit, gebracht und bei 42° 16′ 14″ N, 83° 12′ 32,7″ W aufgestellt, wo es zu einem Wahrzeichen wurde. Der Riesenreifen erhielt 1994 ein neues Design und wurde 1998 mit einem Nagel versehen, um die Beständigkeit der neuen Reifengeneration zu demonstrieren. 2003 erfolgte eine Renovierung.